# James Phillippo
James Phillippo (ur. 1798 w Norfolk, zm. 11 maja 1879 w Spanish Town) – angielski misjonarz baptystyczny na Jamajce, który prowadził kampanię na rzecz zniesienia niewolnictwa. Pracował na Jamajce od 1823 roku, aż do swojej śmierci, z pewnymi okresami przerwy lobbując w Anglii o fundusze na wsparcie jego pracy na wyspie.  

## Życiorys
Został wysłany do Jamajki przez Baptystyczne Towarzystwo Misyjne w latach 20. XIX wieku. Jego praca misyjna była głównie skierowana do niewolników, których było wtedy na Jamajce około 300 tysięcy. W roku 1827 założył kościół w ówczesnej stolicy – Spanish Town. Kościół ten przetrwał do XXI wieku i jest znany jako Kościół Baptystów Phillippo.    
W 1831 roku opuścił na pewien czas Jamajkę, a rok później dowiedział się o powstaniu niewolników, w którym kilku misjonarzy zostało aresztowanych i straconych, oraz w którym kilka budynków misyjnych zostało zburzonych. Phillippo powrócił na Jamajkę w roku 1834, łącząc się z misjonarzami Williamem Knibbem i Thomasem Burchellem. Razem pracowali nad stworzeniem dla niewolników, pod koniec okresu stażu wolności Murzyna.    
Unikalną i bardzo udaną innowacją Burchella i Phillippo był system wolnych wiosek, gdzie gromadzili uwolnionych niewolników. Niewolnictwo zostało oficjalnie zakończone 1 sierpnia 1834 r., wraz z ustawą o zniesieniu niewolnictwa. W późniejszym okresie życia pracował jako wędrowny kaznodzieja.